# Hudzsand
Hudzsand (tádzsikul: Хуҷанд,خجند), oroszul: Худжанд, 1939-ig Hodzsent, majd 1992-ig Leninabad [Leninobod, Ленинобод, له‌نین‌آباد]) Tádzsikisztán második legnagyobb városa, amely a Fergana-völgyben, a Szir-darja folyó mellett fekszik. Az ország legészakibb tartománya, Szugd székhelye.
A mai Hudzsand évszázadokon át az Európából Kis-Ázsián át Indiába és Kínába vezető selyemút fontos állomása volt. Ez jelentős hatással volt a város kulturális és tudományos életére. Jelentős csillagászok, matematikusok, orvosok és egyéb írástudók éltek ott.
Népessége a 2000-es népszámlálás szerint 149 000 fő volt, ami kevesebb, mint az 1989-ben becsült 160 000-es érték.

## Története
A város történelmének kezdetei Krisztus születésének idejére esnek. Hudzsand már az Ahmenid dinasztia idején is létezett, de első írásbeli feljegyzések az i.e. 4. századból származnak. Ezek szerint i.e. 329-ben Nagy Sándor a Szir-darja mentén haladva elfoglalta a területet és Alexandria Eskhate ( latinul Alexandria Ultima) néven várost alapított itt.
A 8. században az arabok majd a 13. században Dzsingisz kán mongol hadai foglalták el a várost.
Az orosz seregek 1866. május 4-én foglalták el a várost. Ezzel Hudzsand és a sűrűn lakott Ferganai-medence az Orosz Birodalom része lett.
A tádzsik polgárháború pusztításai megkímélték a várost, az itteni frakciók fegyveresei a déli hágó ellenőrzésével megakadályozták, hogy az ország középső és nyugati felén tomboló harcok ide is átterjedjenek. 1996 és 1998 között Hudzsandban felkelések sorozata zajlott, amely végül katonai puccskísérletig vezetett. 1997 áprilisában a városban sikertelen merényletet követtek el Emomali Rahmon tádzsik elnök ellen. Később a Hudajberdijev üzbég parancsnok vezette lázadók betörtek a városba, de a hadsereg kiverte őket.

## Híres szülöttei
- Kamol Hudzsandi (1321–1391/1400) középkori költő
- Rafika Muszaeva ((1953–) politikus

## Külső hivatkozások
- Hivatalos honlapja (oroszul)
- http://www.angelfire.com/pe/rudaki/khujand.html (oroszul)
- http://www.virtualtourist.com/travel/Asia/Tajikistan/Viloyati_Leninobod/Khujand-1431593/TravelGuide-Khujand.html Archiválva 2011. június 6-i dátummal a Wayback Machine-ben (Khujand travel guide)
- http://www.greatestcities.com/Asia/Tajikistan/Khujand_formerly_Leninabad_city.html

## Fordítás
- Ez a szócikk részben vagy egészben  a   Khujand című angol Wikipédia-szócikk ezen változatának fordításán alapul.  Az eredeti cikk szerkesztőit annak laptörténete sorolja fel. Ez a jelzés csupán a megfogalmazás eredetét és a szerzői jogokat jelzi, nem szolgál a cikkben szereplő információk forrásmegjelöléseként.